# Микротипографика
Микротипографика — это совокупность методов улучшения читаемости и внешнего вида текстов, особенно выровненных по ширине. Посредством этих методов уменьшается количество слишком широких расстояний между словами и сдвигаются некоторые строки для более равномерного распределения текста по странице.

## Методы
В микротипографике используются следующие приёмы:
- Трекинг (межбуквенные расстояния, в противовес пробелам между словами) может быть увеличен или уменьшен.
- Ширина символов (глифов) может быть увеличена или уменьшена.
Эти методы иногда называются растяжкой (англ. expansion). Типограф Роберт Брингхёрст (англ. Robert Bringhurst) предлагает растягивать или ужимать расстояние между символами до 3 %, а также расширять или сужать символы до 2 % по ширине. Российский дизайнер Артемий Лебедев предлагает 1-2 % горизонтального сжатия-расширения[1].
Для сравнения можно привести систему «Кашида» в арабском наборе.
- Висячие символы. Глифы малого размера (например, точка) или круглой формы (например, буква «о»), а также знаки, имеющие тонкие элементы на конце (например, буква «г» имеет справа меньшую плотность, а буквы «у» и «х» по краям менее плотны, чем в центре), могут быть вынесены за край наборной линии для того, чтобы край всего текста выглядел ровно и не казался рваным из-за меньшей плотности крайних глифов. Этот приём имеет названия «висящая пунктуация», «кернинг на полях», «выступающие знаки».
- Множество различных вариантов начертания одного глифа может быть применено для выравнивания текста. Этот метод был применён Иоганном Гутенбергом в его Библии. 290 вариантов начертания всех символов латинского языка[2] включали буквы с серифами, без серифов, лигатуры с различными соединениями и многие другие особенности шрифта[3]. Этот приём микротипографики считается более сложным из-за того, что приходится создавать сразу несколько версий одного и того же глифа. Простое масштабирование шрифта не годится по причине того, что будет изменяться толщина штрихов, а символы будут слишком заметно отличаться друг от друга. Данная опция поддерживается в некоторых MM-шрифтах (англ.).
- Интерлиньяж может настраиваться так же, как и межбуквенные расстояния, с целью выравнивания высоты блоков текста или предотвращения появления висячих строк.

Следующие методы обычно не считаются частью микротипографики, но являются также существенными при профессиональном наборе.
- Выключка текста по ширине. Если текст не выровнен по краям, расстояние между словами по умолчанию равно одному пробелу, поэтому к таким текстам имеет смысл применять только элементы микротипографики, связанные со свешиванием символов.
- Метод переноса слов может разрывать слова в допустимых местах при необходимости избежать слишком больших расстояний между словами.
- Кернинг позволяет выровнять расстояние между буквами перед применением всего комплекса микротипографики.

## Доступность
Программа Adobe InDesign — одна из систем вёрстки, обеспечивающих средства микротипографики. За её основу была взята Hz-программа (англ.), разработанная Германном Цапфом и Петером Каровым (нем.). С августа 2007 года InDesign доступен пользователям операционных систем Apple Mac OS X и Microsoft Windows.
Расширение pdfTeX системы TeX, разработанное Хан Тхе Тханем (вьет. Hàn Thế Thành), поддерживает микротипографику. Оно доступно на большинстве современных операционных систем. Пакет «microtype» для системы LaTeX предоставляет управление микротипографскими расширениями. По состоянию на август 2007 года pdfTeX не был совместим с системой XeTeX, которая является расширением TeX, облегчающим использование шрифтов OpenType с учётом из расширенных возможностей. В 2010 году в XeTeX была добавлена поддержка свешивающейся пунктуации.
ConTeXt, система вёрстки, основанная на TeX, предлагает и микротипографику (растяжка и свешивание), и поддержку OpenType посредством LuaTeX (последний является расширением для pdfTeX).
Текстовые процессоры OpenOffice.org Writer и Microsoft Office Word не поддерживают микротипографики. Они поддерживают кернинг пар символов и некоторые (но далеко не все) особенности лигатур; в настройках по умолчанию последние недоступны.
Типограф Робин Вильямс (англ. Robin Williams) предлагает методы использования свешивающихся знаков для текстовых процессоров и систем настольной вёрстки, позволяющие их использовать там, где подобные функции напрямую не заявлены.